# George W. Joseph
Pour les articles homonymes, voir Joseph.
George WP Joseph (10 mai 1872 - 17 juin 1930) était un avocat et homme politique républicain de l'État américain de l'Oregon. Originaire de Californie, sa famille a déménagé dans l'Oregon dans sa jeunesse. Là, il pratique le droit et fait partie du Sénat de l'Oregon.

## Jeunesse
Joseph est né le 10 mai 1872, dans une cabane en rondins à Joseph Creek, dans le Comté de Modoc, au nord de la Californie,. Ses parents Edwin Worthington et Dalila Jane Joseph (née Heath) déménagent en Oregon en 1876. En 1889, il obtient son diplôme d'études secondaires à Lakeview. Il étudie ensuite le droit sous la tutelle de deux juges locaux, et travaille comme commis de détail. Le Juge Joseph Townshend l'encourage à poursuivre sa carrière à Portland.
Joseph s'installe à Portland et commence à travailler pour le bureau d'avocats Watson, Hume et Watson en 1892. Il passe l'examen du barreau en 1893. Joseph lie une étroite amitié avec Julius L. Meier, qui a également terminé ses études de droit en 1892. Les deux ont formé un partenariat en 1895, et Joseph a été engagé comme avocat par Meier & Frank (en) et par plusieurs membres de la famille Meier.
Deux ans plus tard, Joseph participe à la ruée vers l'or en Alaska avec un juge du nom d'Adams. Ils achêtent une concession et creusent une mine. Joseph revient finalement en Oregon plus pauvres qu'à son départ, et recommence à travailler avec Meier. Pendant cette période, il devient proche du progressisme politique de Theodore Roosevelt.
Joseph épouse Bertha L. Snell, à l'automne 1903 à Drain (Oregon),. Ils eurent un fils, George W. Joseph Jr., deux ans plus tard.
Après que Meier a quitté la société pour former Meier & Frank (en) Co., Joseph s'associe avec Bert E. Haney (en) pour former un nouveau cabinet d'avocat. Il a notamment travaillé pour son ami E. Henry Wemme (en), propriétaire de la Compagnie du Mont Hood et, par conséquent, pour le projet hydroélectrique de Bull Run (en) et de l'historique Route Barlow[Quoi ?].

## Carrière politique
Joseph a été élu au Sénat de l'État d'Oregon en 1910, en tant que représentant républicain du comté de Multnomah. Il a servi dans les sessions législatives de 1911 et 1913. Il a introduit une législation soutenant l'amendement de 1912 à la Constitution de l'Oregon (en) qui établit le suffrage des femmes, et a présenté au Sénat en 1911 le projet de loi 42, qui aurait créé une commission de la route. Il n'a pas sollicité sa réélection à l'élection de 1914.
En 1920, Joseph a été réélu au Sénat. Il a été élu à un autre mandat de quatre ans en 1924, représentant le district 13. Il ne s'est pas représenté pour la session 1929.
Pendant son temps au Sénat de l'Oregon, Joseph a présenté plusieurs projets de loi qui auraient favorisé le développement d'énergie hydroélectrique de la propriété publique. À l'époque, l'État comptait moins de 1 % de la population américaine, mais était réputé posséder 10 à 12 % du potentiel hydroélectrique du pays. Les projets de loi de Joseph ne furent cependant pas prises au sérieux au Sénat.
À la fin de 1925, Joseph a hésité à se présenter au Sénat des États-Unis, et a reçu des garanties formelles de Henry Hanzen, un patron de presse politique, qu'il obtiendrait l'investiture républicaine. Il a finalement refusé de se présenter aux élections nationales, en indiquant à Hanzen :

« ...I shall never seek office which will take me away from the people of Oregon. I am going to stay in the fight for them »

. (S'il avait remporté l'investiture, il aurait été confronté à son ancien associé, le démocrate Bert Haney, lors des élections générales.)
À la fin des années 1920, la question de la succession de Henry Wemme est allée devant la Cour suprême de l'Oregon (en). Joseph a accusé l'avocat adverse, Thomas Mannix, de collusion avec le juge en chef John L. Rand (en). Dans la controverse qui a suivi, Mannix a déposé une procédure pour obtenir la radiation de Joseph. Joseph a ensuite annoncé sa candidature au poste de gouverneur de l'Oregon aux élections de 1930, cherchant "vengeance" du peuple de l'Oregon.
Joseph a été considéré comme un candidat populiste et un ardent défenseur du développement public de barrages hydroélectriques sur le fleuve Columbia. Il a remporté l'investiture républicaine, le 16 mai, battant le sortant A. W. Norblad (en) par plus de 5000 voix. À cette époque, l'investiture républicaine en Oregon garantissait pratiquement la victoire dans les élections générales.
Environ deux semaines après les primaires, Joseph et Mannix ont tous deux été définitivement radiés du barreau par la Cour suprême de l'Oregon. Joseph est mort avant l'élection générale d'un accident vasculaire cérébral, le 17 juin, au cours d'un exercice militaire près de Camp Clatsop.

## Héritage
Le candidat républicain désigné pour prendre la place de Joseph, Phil Metschan, qui n'avait pas participé à la primaire et s'était opposé à des compagnies d'électricité publique, un écart significatif avec la plate-forme de Joseph.
L'ami et partenaire d'affaires de Joseph Julius L. Meier, entra dans la course en tant que candidat indépendant, avec la plate-forme de Joseph. Meier remporta l'élection avec 54,5 % des voix. Il a ensuite adopté une législation en conformité avec la plate-forme de Joseph, en soulignant les efforts dans son discours de 1935.
Les héritiers de Joseph ont fait don en 1934 à l'État de l'Oregon d'une parcelle maintenant connue comme la George W. Joseph State Natural Area (en).